# 西藏组画
《西藏组画》是中华人民共和国画家陈丹青的一系列油画作品，这些作品都以藏民为主題，作品一共有7幅，1979至1980年间完成于拉萨。该画放弃了当时流行的强调主题性思想性的做法，以写生般的直接和果断，描绘了藏民的日常生活片段。
七幅画作分别是《母與子》、《進城之一》、《康巴漢子》、《朝聖》、《進城之二》、《洗髮女》、《牧羊人》。2007年，《牧羊人》在北京匡時以3584万元人民币成交易手，创下陈丹青作品成交价格。2021年6月4日，北京保利拍賣「現當代藝術夜場」中，《牧羊人》再度以1.61亿元人民币成交易手。是陈丹青首部成交价格过亿元人民币的作品。这一成交价格与曾梵志《面具系列1996 NO.6》创下的中國當代藝術作品拍卖价格紀錄相当。